# Addisyn Merrick
Addisyn Merrick (Lee's Summit, Misuri; 4 de marzo de 1998) es una futbolista estadounidense que juega como defensora para Racing Louisville Football Club de la National Women's Soccer League.

## Carrera en clubes
27 de junio de 2020, Merrick hizo su debut profesional para el North Carolina Courage, en el NWSL Challenge Cup 2020 contra Portland Thorns FC.
12 de noviembre de 2020, Merrick estuvo seleccionado por Racing Louisville Football Club en el draft de expansión.